# 武檰

武檰（越南语：／；1718年—1782年），越南後黎朝官員、詩人。

## 生平
武檰是京北處順安府良才縣青蘭社（今屬北寧省良才縣臨洮社玉關村）人，永盛十四年（1718年）出生。景興九年（1748年），會試考中會元，庭試考中進士。武檰歷任參從、配從，兵部右侍郎，封蓮溪伯。景興二十八年（1767年），武檰兼任國子監祭酒。景興三十六年（1775年），又兼國史總裁。景興三十八年（1777年），升為兵部左侍郎、蓮溪侯。次年（1778年），行參從。景興四十三年（1782年）六月，武檰去世，贈兵部尚書，賜諡溫謹。

## 作品
武檰在職期間，與阮俒、黎貴惇等人一起續修《大越史記續編》，和阮俒、潘仲藩、汪士朗等人合作編纂《大越歷朝登科錄》。

## 後裔
- 武楨
- 武秀 (首科)[5][6]